# Da un'eternità
Da un'eternità è un album discografico della cantante italiana Orietta Berti, pubblicato nel 1992 dalla CGD.

## Descrizione
L'album è costituito da brani già pubblicati precedentemente come Futuro e Senza te/Parla con me, estratti da Futuro, Dimmi, Se domani e Siamo così, inclusi nell'album Le mie nuove canzoni, Non ti lascerò e Tarantelle, dall'album Io come donna.
Contiene, inoltre, tre inediti: Da un'eternità, Innamoramento e Rumba di tango, scritto da Giorgio Faletti,  che venne presentato dalla coppia al Festival di Sanremo 1992, eliminato alla prima esibizione.

## Edizioni
L'album fu pubblicato in Italia in LP e CD dalla CGD, con numero di catalogo 9031 77135-1.
Reperibile anche in versione download digitale per le piattaforme streaming.

## Tracce
1. Da un'eternità (C. Castellari, C. Malgioglio, W. Molco)
2. Innamoramento (C. Castellari, C. Malgioglio, N. Piras, W. Molco)
3. Senza te (L. Raggi, U. Balsamo)
4. Futuro (L. Raggi, U. Balsamo)
5. Siamo così (C. Malgioglio, U. Balsamo)
6. Rumba di tango (G. Faletti)
7. Dimmi (U. Balsamo)
8. Se domani (C. Malgioglio, U. Balsamo)
9. Tarantelle (L. Raggi, M. Reitano, U. Balsamo)
10. Non ti lascerò (L. Raggi, U. Balsamo)